# Melton, Suffolk
Melton är en by och en civil parish i distriktet East Suffolk i grevskapet Suffolk i England. Den ligger  i den sydöstra delen av Storbritannien, 120 km nordost om huvudstaden London. Orten har 3 741 invånare (2011).
Orten är administrativ huvudort för distriktet East Suffolk.